# Christoph Moosbrugger
Christoph Moosbrugger (* 3. April 1951) ist ein österreichischer Schauspieler.

## Leben
Christoph Moosbrugger machte seine Schauspielausbildung am Max Reinhardt Seminar in Wien. Dem breiten Publikum wurde er 1993 in seiner Rolle als Rittmeister Alexander Wandrusch in der siebenteiligen Fernsehserie Der Salzbaron bekannt.
Im November 2012 wurde Christoph Moosbrugger Opfer einer Messerstichattacke nach einer Fahrt in einem Wiener Linienbus. Er erlitt dabei einen Lungenstich und musste sich im Unfallkrankenhaus Meidling einer Notoperation unterziehen. Der 36-jährige Angreifer wurde am 2. Juli 2013 wegen Schizophrenie für nicht zurechnungsfähig erklärt und in eine Anstalt für geistig abnorme Rechtsbrecher eingewiesen

## Filmografie (Auswahl)
- 1981: Die Säge des Todes
- 1983: Die zweite Frau (Fernsehfilm)
- 1984:  Vor dem Sturm (Fernseh-Miniserie)
- 1986: Am Morgen meines Todes (Fernsehfilm)
- 1990: Touch and die (Kinofilm)
- 1993: Der Salzbaron (Fernsehserie)
- 1994: Hallo, Onkel Doc! (Fernsehserie, Folge Ein schwieriger Fall)
- 1995: Duell zu dritt (Fernsehserie)
- 1995: Une femme explosive (Fernsehfilm)
- 1997: Ein Fall für zwei (Fernsehserie, Folge Ende einer Täuschung)
- 1998: Winnetous Rückkehr (Fernsehfilm)
- 1999: Tatort — Nie wieder Oper
- 2000: Forsthaus Falkenau (Fernsehserie, Folge Falsche Liebe und Schule für Väter)
- 2000: Medicopter 117 – Jedes Leben zählt (Fernsehserie, Folge Kidnapping)
- 2004: SOKO Kitzbühel (Fernsehserie, Folge Mord im Schloss)
- 2008: Alles anders
- 2011: Der Chinese
- 2012: Klinik am Alex (Fernsehserie, Folge Lügengeschichten)
- 2014: Tag der Wahrheit
- 2015: Die Frau in Gold (Woman in Gold)
- 2017: Schnell ermittelt – Einsamkeit
- 2018: SOKO Donau – Fadenspiel
- 2018: SOKO Kitzbühel – Der Staat bin ich